# Chiesa di San Nicola (Ozieri)
La chiesa di San Nicola sorge nell'omonimo quartiere "satellite" di Ozieri, in Sardegna.
In molti testi, anche scientifici, questa chiesa è frequentemente scambiata per quella omonima che un tempo sorgeva nel villaggio medievale di Butule ed oggi ridotta allo stato di rudere. In realtà, pur non esistendo una attestazione certa, gran parte degli studiosi concordano con il fatto che la chiesa in oggetto doveva essere la parrocchiale del villaggio medievale di "Pira 'e mestighe", spopolatosi alla fine del XIV secolo o all'inizio di quello successivo.
La chiesa, che si fa risalire al XIII secolo, è realizzata in blocchi squadrati di pietra trachitica rossastra "faccia a vista", posti in opera pseudo-isodoma, con alcuni tratti frutto di ricostruzione successiva. La pianta è caratterizzata da una navata unica particolarmente lunga, coperta con capriate lignee, e con il presbiterio preceduto da un arco trionfale a tutto sesto.
I fianchi dell'edificio presentano su tutta la lunghezza dell'aula delle arcature pensili con peducci decorati con motivi fitomorfici e zoomorfici; la facciata principale presenta un portale di ingresso privo di qualsiasi decorazione, mentre al di sopra di esso si apre una finestra rettangolare arricchita da una cornice perimetrale in stile gotico-aragonese, e affiancata, su entrambi i lati, da una serie di 4 archetti pensili ogivali. Il doppio  spiovente della facciata è preceduto da una piccola nicchia centinata, destinata in origine ad ospitare una campana. Sul colmo degli spioventi è presente una piccola croce in ferro.
All'interno è conservata una statua lignea del santo.

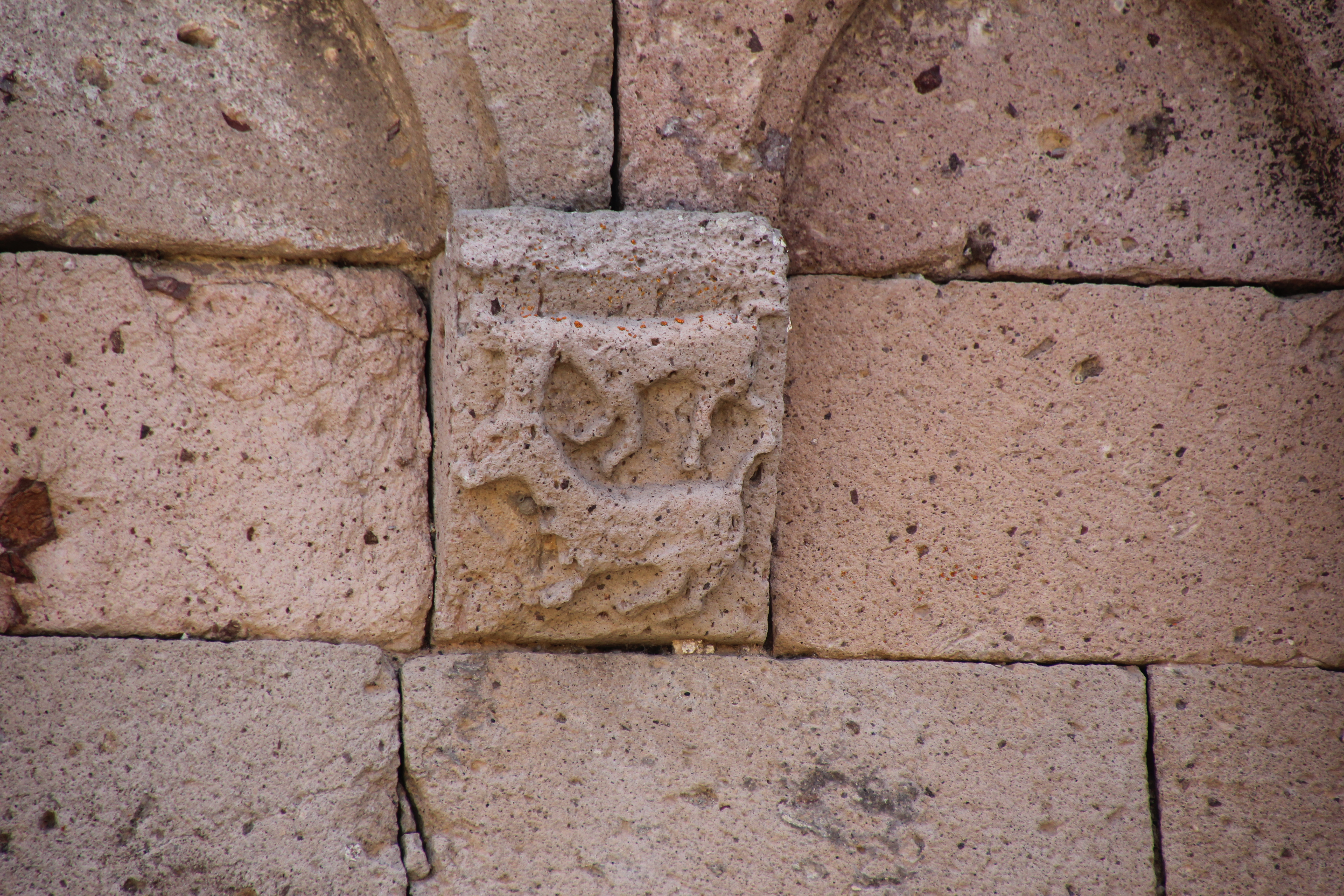